# Натахтари (аэропорт)
Аэропорт Натахтари (груз. აეროდრომი ნატახტარი) (ИКАО: UGSA) — аэропорт местного значения в Грузии, расположенный в селе Натахтари, в 23 километрах к северу от Тбилиси.

## История
В период с 1 сентября 1942 года по октябрь 1945 года на аэродроме базировалась 298-я истребительная авиационная дивизия, выполнявшая задачи ПВО промышленных и оборонных объектов, транспортных магистралей и политико-административных центров Закавказья. Её части принимали участие в битве за Кавказ, в Моздок-Малгобекской и Нальчикско-Орджоникидзевской оборонительных операциях, в ходе которых прикрывали боевые порядки, коммуникации и тыловые объекты войск Закавказского фронта. Дивизия охраняла воздушные рубежи в пространстве от Тбилиси до Батуми на юге и до Грозного на западе. Постоянно на аэродроме базировался 983-й истребительный авиационный полк ПВО на самолётах И-16, ЛаГГ-3, Харрикейн и Спитфайр. 9 сентября 1945 года дивизия и 983-й истребительный авиационный полк ПВО расформированы на аэродроме.

## Современное состояние

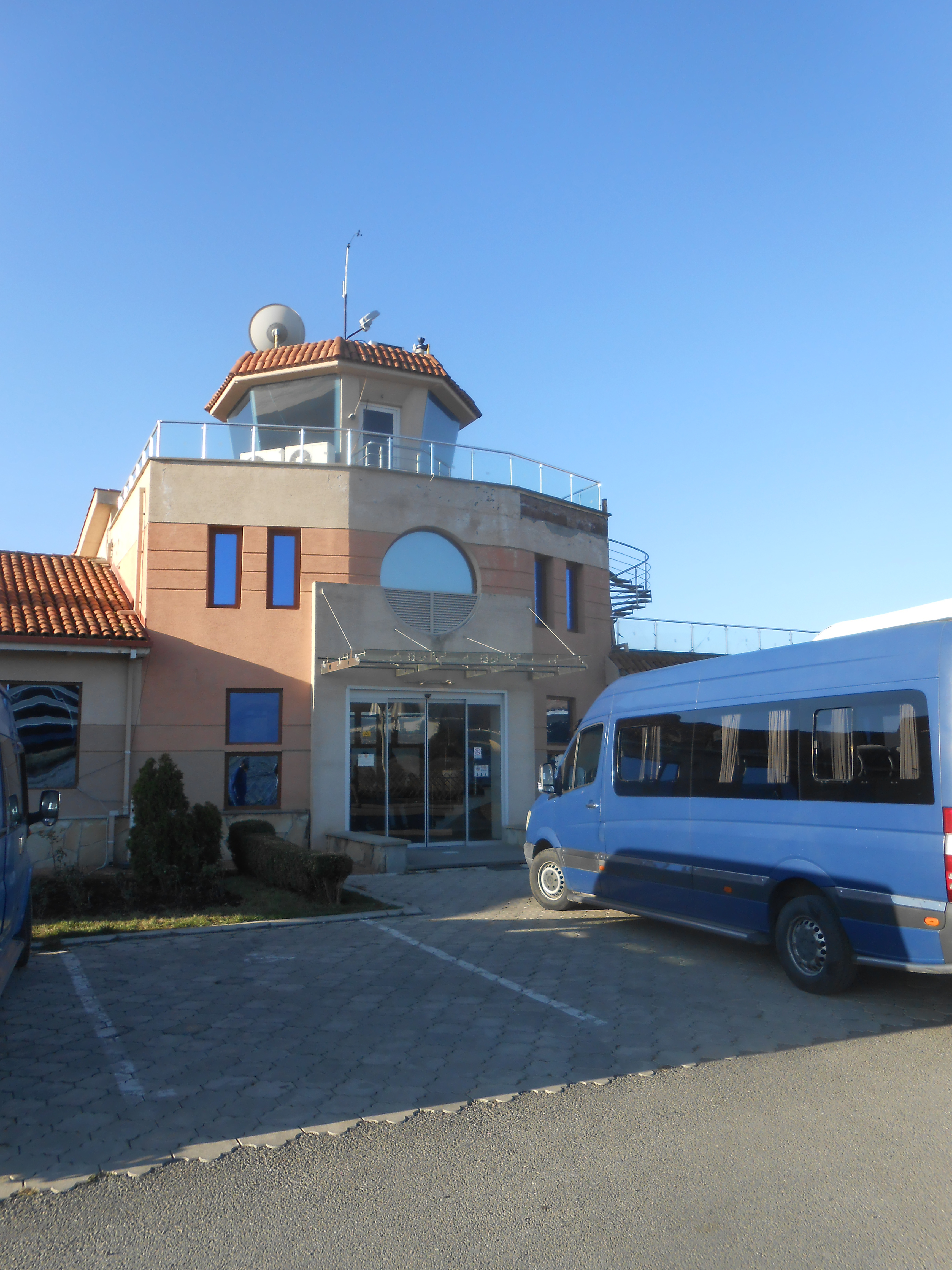
Вход в зал ожидания и регистрации аэропорта Натахтари

Из аэропорта осуществляется регулярное сообщение в Батуми, Местиа и Амбролаури.